# Векија Стационе Трам (Бреша)
Векија Стационе Трам је насеље у Италији у округу Бреша, региону Ломбардија.
Према процени из 2011. у насељу је живело 18 становника. Насеље се налази на надморској висини од 173 м.